# Spanioplon
Spanioplon is een geslacht van sponsdieren uit de klasse van de Demospongiae (gewone sponzen).

## Soorten
- Spanioplon armaturum (Bowerbank, 1866)
- Spanioplon fertile Topsent, 1890
- Spanioplon werthi (Hentschel, 1914)